# 稳定币
稳定币（英語：Stablecoin）是通常由私营机构发行的有锚定物或抵押品的加密貨幣，其底层技术也包括区块链的分散式賬本，但其代币价值不完全由市场和用户决定、不会大范围偏离锚定物，故称稳定币。
目前全球99%的稳定币锚定美元或美元资产，美国出台的《Genius法案》规定了美元稳定币一比一的存款准备金率，要求稳定币发行方以美元、短期美債建立1:1的準備資產等，以保证持有者能够自由兑换。
USDT、USDC两家在全球稳定币超过2,400亿美元的市值中占比约90%。

## 儲備支援型
稳定币依据其「锚定」（pegging）的资产类型而分为不同种类。儲備支援型穩定幣（Reserve-backed stablecoins）是由某種資產來穩定的虛擬貨幣。如果這種虛擬貨幣有被良好的管理，並且有一個可以讓穩定幣持有者將穩定幣換回資產的機制，就不太可能因套利而跌破基礎實際資產的價值。資產穩定型穩定幣會受到與其穩定資產相同的波動和風險的影響。而儲備支援型穩定幣可大致分為以下種：法币抵押型稳定币、加密货币抵押型稳定币、算法稳定币、商品穩定幣。

### 法幣擔保型
法币担保型稳定币（Fiat-backed stablecoins）是目前最常见且市场份额最大的稳定币类型，代表性项目包括Tether的USDT和Circle的USDC。这类稳定币的价值与法定货币（如美元、英镑）以1:1的比例挂钩。其发行方承诺持有等量的法定货币作为储备资产，以支持其发行的稳定币 。这些储备通常以美元现金、银行存款或美国短期国债的形式存在 。
这类稳定币通常由中心化机构发行和管理 。由于其抵押物是法币，价值波动风险较低，因此价格稳定性强。然而，其核心风险在于储备资产的透明度和发行方的信用。例如，全球最大的稳定币USDT的发行商泰达公司，曾因未能严格按照1:1比例储备资产而多次受到质疑，并于2023年被美国商品期货交易委员会处以4,100万美元罚款，这凸显了此类稳定币的运营风险和对发行方信用的高度依赖 。

### 加密貨幣擔保型
加密货币担保型稳定币（Crypto-backed stablecoins）以其他加密资产作为抵押物来维持币值稳定。由于加密资产（如以太坊）的价格波动性较大，为确保稳定币的稳定性，通常需要进行超额抵押，即抵押的加密资产价值高于所发行的稳定币价值 。抵押物由智能合约自动管理，而非中心化机构。比如MakerDAO的DAI是一種常見的虛擬貨幣穩定幣，其儲備金主要由以太坊支撐。
这类稳定币通常是去中心化发行，抵押物由智能合约持有，因此透明度较高，且具有一定的抗审查性 。然而，其主要风险在于抵押物本身的价格剧烈波动。当抵押资产价格大幅下跌时，可能触发清算机制，甚至导致稳定币脱钩 。

### 商品穩定幣
商品穩定幣是以實物商品（如黃金、銀等）作為儲備金支撐的穩定幣。這些穩定幣的價值與實物商品的價格相關聯，通常由相應的商品存儲或交易平台發行和管理。常見的商品穩定幣是Paxos Gold (PAXG)，它以黃金作為儲備金支撐。每個PAXG 代幣代表一盎司黃金的所有權。

## 主幣/算法型（無儲備金支持）
主幣/算法型稳定币 (Seigniorage/algorithmic stablecoins) 的代表性项目包括已暴雷的UST和Fei Labs发行的FEI。这类稳定币通常没有100%匹配的抵押物，而是通过复杂的算法规则和稳定机制（如自动增发或销毁代币）来调节市场供需，以维持与锚定资产的对应关系 。算法稳定币理论上无需大量抵押物，具有较高的资本效率。然而，其稳定性高度依赖于算法设计的健壮性和市场信心。一旦市场信心崩溃或算法出现缺陷，极易发生“死亡螺旋”，导致稳定币与锚定资产严重脱钩，甚至彻底崩盘。UST的暴雷事件对算法稳定币造成了重大打击，预示着此类稳定币在模式没有革命性改变之前，将长期处于边缘地位，难以获得市场信任。

## 穩定幣對於推動用戶採用加密貨幣的功能
一項於2022年的研究指，對於欠缺加密貨幣經驗的用戶來說，穩定幣反而令他們混淆。但對於有加密貨幣經驗的用戶來說，卻是管理投資加密貨幣資產中，管理風險時不可缺少的一環。

## 中央銀行看法

### 台灣
2021年12月16日，中華民國中央銀行以「國際間穩定幣的發展、風險及監管議題」為題撰文介紹穩定幣近期的發展，探討其可能的風險，並整理國際間研議中的監管方向，其結語略以「穩定幣係虛擬資產的延伸產品，目前主要用於促進其他虛擬資產交易，持有人需瞭解穩定幣並非完全穩定」，「穩定幣作為支付工具使用，應接受與其他支付工具相同等級的監管」，「台灣已將虛擬資產納入洗錢防制規範，對於穩定幣監管議題，本行將持續關注國際發展情形，並將資料提供相關機關參考」。

## 稳定币暴跌事件
由于稳定币对应的抵押资产的风险原因，任何稳定币很難保持100%稳定。
- 2021年6月美元穩定幣IRON因為其25%擔保資產的TITAN代幣價格暴跌，引起市場認為擔保不足的隱憂，造成擠兌，價格低點為0.740151美元，後來經過幾個月調整，在9月份之後才價格回歸穩定。
- 2022年5月9日，一個新地址突然巨量拋售高達8,400萬美元的TerraUSD（UST）引發市場恐慌，沒多久市場開始接連撤走上億美元的UST幣，造成UST價格暴跌，雖然過程中Luna Foundation利用出售儲備的比特币和以太币想挽回市場信心，創辦人權道亨（Do Kwon）也透過推特表示正在募集更多資金[9]，局勢仍一發不可收拾，最終無法維持与美元对标的1：1的汇率。連帶其錨定代幣Luna的幣值從近68美元（約新台幣2,000元），暴跌至最低0.00017美元（約新台幣0.006元），市值蒸發逾300億美元[10][11][12]。